# Lamyra caucasicus
Lamyra caucasicus är en tvåvingeart som beskrevs av Richter 1971. Lamyra caucasicus ingår i släktet Lamyra och familjen rovflugor. Inga underarter finns listade i Catalogue of Life.